# Dwangwa
La Dwangwa est une rivière du nord du Malawi, qui se jette dans le lac Malawi. Son cours est d'environ 160 kilomètres.
Elle prend sa source dans le parc national de Kasungu, sur le plateau central du Malawi. Elle coule vers le nord-est en suivant une ancienne vallée. Elle débouche dans le lac Malawi via une gorge, plus récente sur le plan géologique. Son embouchure forme un delta marécageux, les marais de Bana, à 40 kilomètres au nord de Nkhotakota.
Elle sert à l'irrigation et à produire de l'énergie hydroélectrique,.
C'est une rivière poissonneuse dans laquelle on trouve des crevettes